# Karenis
Karenis (en arménien Կարենիս ; anciennement Gyumush) est une communauté rurale du marz de Kotayk, en Arménie. Elle compte 970 habitants en 2008.